# St. Andreas (Oberlauterbach)

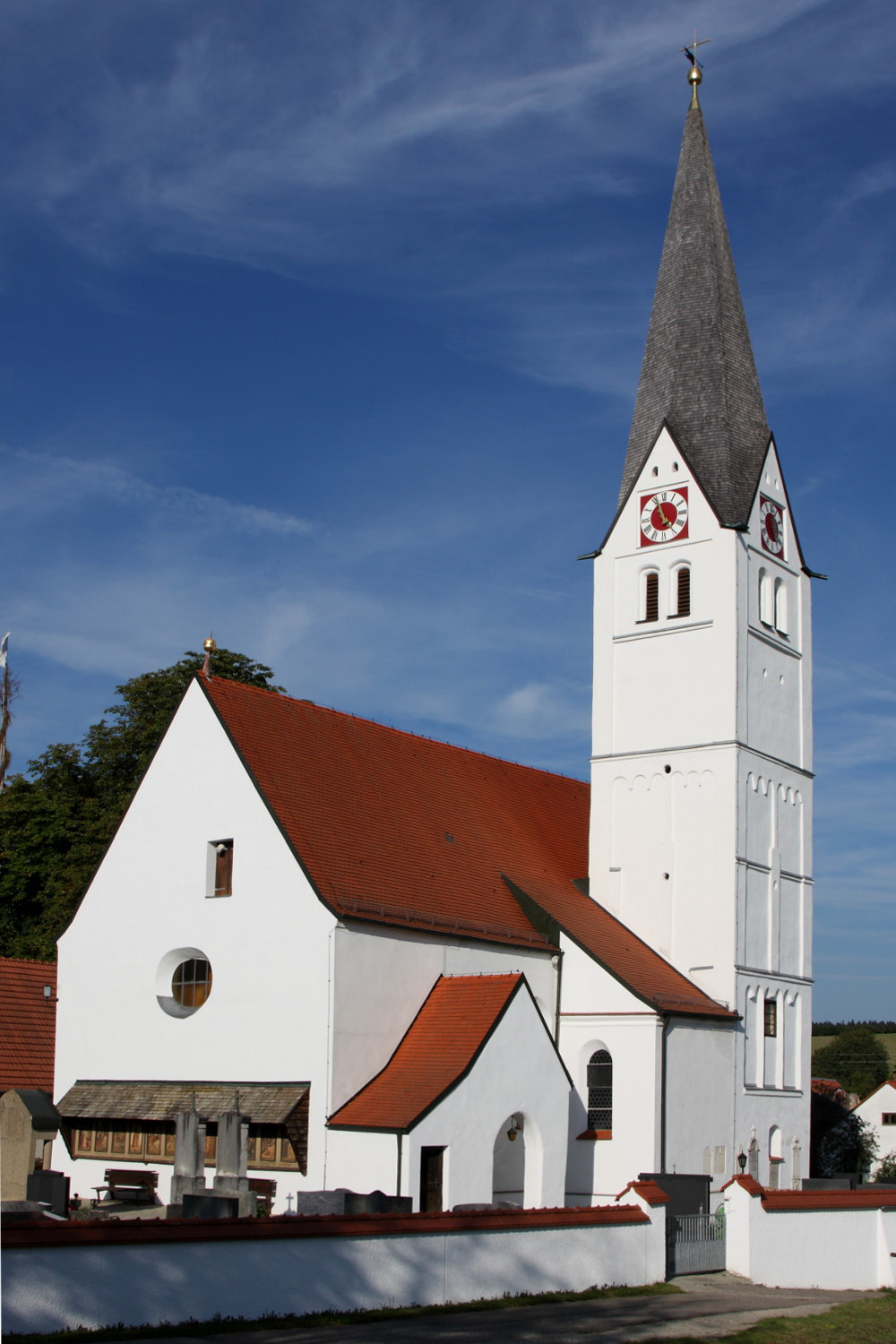
St. Andreas in Oberlauterbach

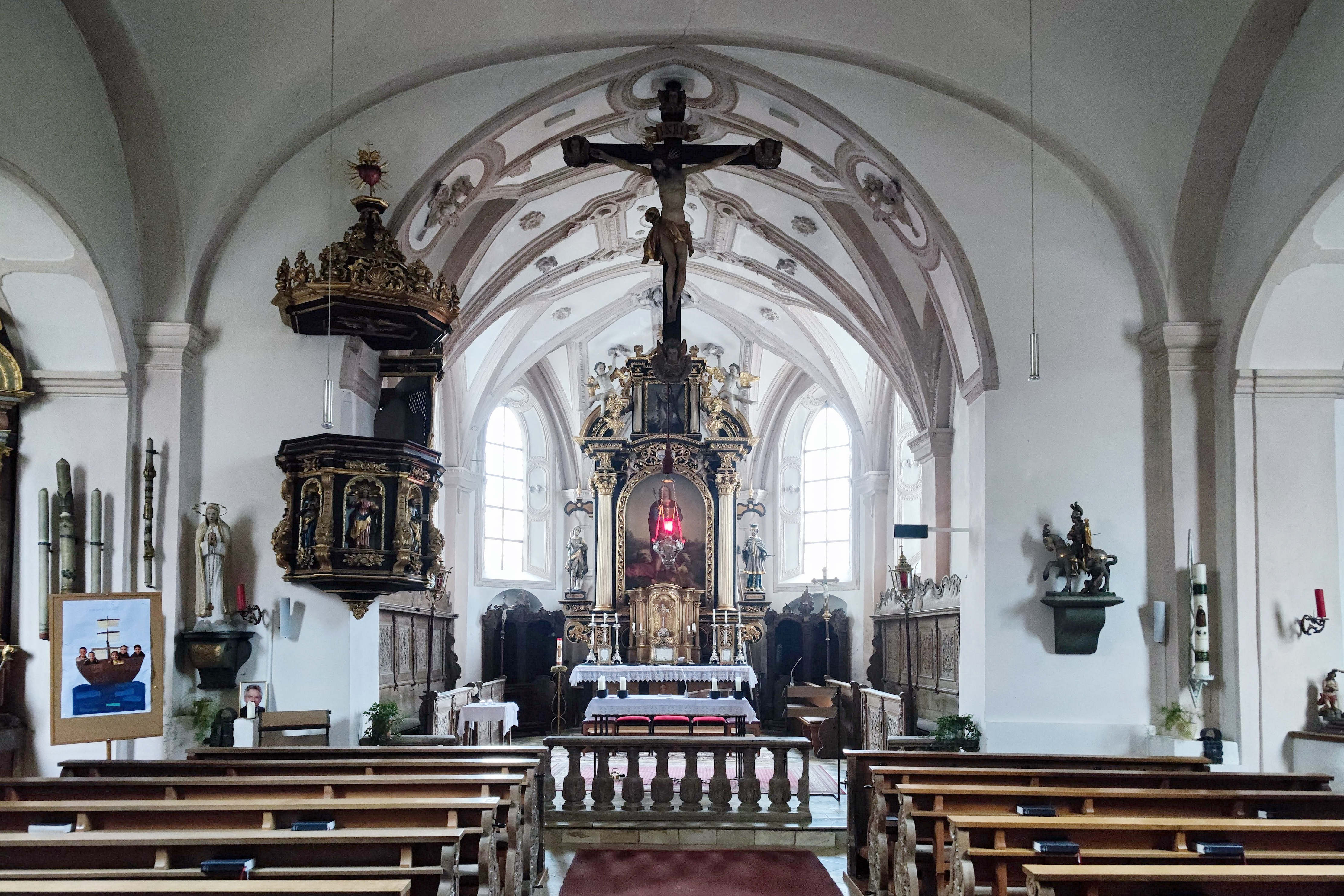
Innenansicht

Die römisch-katholische Pfarrkirche  und Wallfahrtskirche St. Andreas steht in Oberlauterbach, einem Gemeindeteil des Marktes Wolnzach im oberbayerischen Landkreis Pfaffenhofen an der Ilm. Sie ist in der Liste der Baudenkmäler in Wolnzach unter der Nr. D-1-86-162-76 eingetragen. Die Kirche gehört zum Dekanat Geisenfeld-Pförring im Bistum Regensburg.

## Beschreibung
Die Saalkirche besteht aus dem um 1680 gebauten barocken Langhaus, dem eingezogenen, von Strebepfeilern gestützten spätgotischen Chor mit Fünfachtelschluss im Osten, dem Chorflankenturm an der Südwand des Chors, den um 1720 angebauten Seitenkapellen an der Nord- und Südwand des Langhauses und einem Vorbau mit dem Portal an der Südwand des Langhauses. Der Turm wurde im 19. Jahrhundert aufgestockt und mit einem spitzen Helm bedeckt, der 1966 erneuert wurde.
Die Kirche hat vier Glocken mit den Tönen es', g', b' und c', 1950 gegossen von Karl Czudnochowsky in Erding.
Der Innenraum des Langhauses ist mit einem Kreuzgewölbe überspannt, der des Chors mit einem Stichkappengewölbe. Im Retabel des um 1680 gebauten Hochaltars ist der heilige Wendelin dargestellt, im Altarauszug der Apostel Andreas.